# Grande Prémio Internacional CTT Correios de Portugal 2008
Il Grande Prémio Internacional CTT Correios de Portugal 2008, nona edizione della corsa, si svolse dal 12 al 15 giugno su un percorso di 702 km ripartiti in 4 tappe, con partenza a Alcobaça e arrivo a Póvoa de Varzim. Fu vinto dal portoghese Nuno Ribeiro della Liberty Seguros davanti al suo connazionale Nelson Victorino e allo spagnolo Francisco Mancebo.

## Tappe
| Tappa  | Data      | Percorso                   | km    | Vincitore di tappa     | Leader cl. generale    |
| ------ | --------- | -------------------------- | ----- | ---------------------- | ---------------------- |
| 1ª     | 12 giugno | Alcobaça > Figueira da Fox | 188,7 | Francisco José Pacheco | Francisco José Pacheco |
| 2ª     | 13 giugno | Coimbra > Seia             | 157,6 | Eladio Jiménez         | Nuno Ribeiro           |
| 3ª     | 14 giugno | Gouveia > Penafiel         | 167,7 | Danail Petrov          | Nuno Ribeiro           |
| 4ª     | 15 giugno | Barcelos > Póvoa de Varzim | 187,6 | Robert Hunter          | Nuno Ribeiro           |
| Totale | Totale    | Totale                     | 702   |                        |                        |

## Dettagli delle tappe

### 1ª tappa
- 12 giugno: Alcobaça > Figueira da Fox – 188,7 km

| Pos. | Corridore              | Squadra      | Tempo    |
| ---- | ---------------------- | ------------ | -------- |
| 1    | Francisco José Pacheco | Barbot-Siper | 4h36'18" |
| 2    | Baden Cooke            | Barloworld   | s.t.     |
| 3    | Javier Benítez Pomares | Benfica      | s.t.     |

| Pos. | Corridore              | Squadra      | Tempo    |
| ---- | ---------------------- | ------------ | -------- |
| 1    | Francisco José Pacheco | Barbot-Siper | 4h36'08" |
| 2    | Baden Cooke            | Barloworld   | a 4"     |
| 3    | Javier Benítez Pomares | Benfica      | a 6"     |

### 2ª tappa
- 13 giugno: Coimbra > Seia – 157,6 km

| Pos. | Corridore        | Squadra          | Tempo    |
| ---- | ---------------- | ---------------- | -------- |
| 1    | Eladio Jiménez   | Fercase          | 4h06'55" |
| 2    | Nuno Ribeiro     | Liberty Seguros  | s.t.     |
| 3    | Nelson Victorino | Palmeiras Resort | a 23"    |

| Pos. | Corridore        | Squadra          | Tempo    |
| ---- | ---------------- | ---------------- | -------- |
| 1    | Nuno Ribeiro     | Liberty Seguros  | 8h43'01" |
| 2    | Nelson Victorino | Palmeiras Resort | a 55"    |
| 3    | Eladio Jiménez   | Fercase          | a 1'50"  |

### 3ª tappa
- 14 giugno: Gouveia > Penafiel – 167,7 km

| Pos. | Corridore      | Squadra   | Tempo    |
| ---- | -------------- | --------- | -------- |
| 1    | Danail Petrov  | Benfica   | 4h03'53" |
| 2    | Antonio Piedra | Andalucia | a 12"    |
| 3    | André Cardoso  | Fercase   | a 23"    |

| Pos. | Corridore        | Squadra          | Tempo     |
| ---- | ---------------- | ---------------- | --------- |
| 1    | Nuno Ribeiro     | Liberty Seguros  | 12h47'21" |
| 2    | Nelson Victorino | Palmeiras Resort | a 55"     |
| 3    | Eladio Jiménez   | Fercase          | a 1'50"   |

### 4ª tappa
- 15 giugno: Barcelos > Póvoa de Varzim – 187,6 km

| Pos. | Corridore              | Squadra      | Tempo    |
| ---- | ---------------------- | ------------ | -------- |
| 1    | Robert Hunter          | Barloworld   | 4h37'20" |
| 2    | Francisco José Pacheco | Barbot-Siper | s.t.     |
| 3    | Aurélien Clerc         | Bouygues     | s.t.     |

| Pos. | Corridore         | Squadra          | Tempo     |
| ---- | ----------------- | ---------------- | --------- |
| 1    | Nuno Ribeiro      | Liberty Seguros  | 17h24'41" |
| 2    | Nelson Victorino  | Palmeiras Resort | a 1'01"   |
| 3    | Francisco Mancebo | Fercase          | a 1'52"   |

## Classifiche finali

### Classifica generale
| Pos. | Corridore         | Squadra         | Tempo     |
| ---- | ----------------- | --------------- | --------- |
| 1    | Nuno Ribeiro      | Liberty Seguros | 17h24'41" |
| 2    | Nelson Victorino  | Palmeiras Res.  | a 1'01"   |
| 3    | Francisco Mancebo | Fercase         | a 1'52"   |
| 4    | Eladio Jiménez    | Fercase         | a 1'56"   |
| 5    | Ėduard Vorganov   | Xacobeo Galicia | a 2'09"   |
| 6    | José Azevedo      | Benfica         | a 2'19"   |
| 7    | Julien El Fares   | Cofidis         | a 2'20"   |
| 8    | Daniel Martin     | Slipstream      | a 2'27"   |
| 9    | Leonardo Giordani | Cer. Flaminia   | a 2'29"   |
| 10   | Giampaolo Caruso  | Cer. Flaminia   | a 2'37"   |